# Алатау (театр)
Театр традиційного мистецтва «Алатау» (каз. «Алатау» дәстүрлі өнер театры) — кіноконцертний комплекс в Алмати, Казахстан. Перший великий культурний об'єкт в Алатауському районі міста. Театр знаходиться в мікрорайоні Нуркент, на перехресті вулиць імені Бауиржана Момишули та Універсіадної.

## Історія
Будівництво концертного комплексу розпочалося 2014 року в рамках підготовки до 28-ї зимової Універсіади поряд із Селом Універсіади та Алмати Ареною. Багатофункціональна будівля Театру є першим новим зведеним об'єктом культури, побудованим у мегаполісі за останні 35 років.
20 серпня 2016 року в рамках святкування 1000-річчя Алмати відбулося відкриття театру. Під час заходу відбувся концерт за участю найкращих представників традиційного музичного мистецтва у присутності акіма Алмати Бауиржана Байбека, також була відкрита виставка національних інструментів з колекції «Музею народних інструментів».
Основним напрямком діяльності театру є популяризація народної казахської творчості. Для цих цілей надаються преференції для проведення концертів жирши та жирау, створений курс зі збереження національних традицій пісенного майстерності.
У театрі проводяться прем'єри художніх та документальних кінофільмів, концерти національної музики та різні спектаклі.

## Склад комплексу
Театр «Алатау» охоплює кіноконцертний зал на 724 посадочні місця, а також двозальний 3D-кінотеатр місткістю двох залів на 98 і 154 посадкових місць відповідно.